# Kleinia implexa
Kleinia implexa  (лат.) — вид вечнозелёных суккулентных двудольных растений из семейства Астровые (Asteraceae), произрастающих в Африке на территории Кении и Танзании.
Ранее считался представителем рода Крестовник (Senecio) и был известен под названием Senecio implexus, которое теперь вошло в синонимику вида.